# Tadeusz Hejwowski
Tadeusz Jan Hejwowski (ur. 1954, zm. we wrześniu 2024) – polski fizyk, profesor nauk technicznych, specjalizujący się w inżynierii materiałowej, inżynierii powierzchni oraz tribologii. Jego dorobek naukowy, dydaktyczny i organizacyjny stanowił znaczący wkład w rozwój metod zwiększania trwałości elementów maszyn i urządzeń.

## Życiorys
Studiował fizykę na Uniwersytecie Marii Curie-Skłodowskiej w Lublinie, w 1992 r. obronił pracę doktorską pt. Badania odporności na zużycie materiałów konstrukcyjnych w aspekcie zwiększenia trwałości dużych wentylatorów eksploatowanych w cementowniach, której promotorem był prof. Andrzej Weroński, w 2004 r. habilitował się na podstawie pracy zatytułowanej Studium procesów zużywania erozyjnego, ściernego i zmęczenia cieplnego elementów maszyn oraz kształtowanie struktur o korzystnych właściwościach eksploatacyjnych. W 2015 uzyskał tytuł profesora nauk technicznych.
Pracował w Akademii Zamojskiej i w Politechnice Lubelskiej.
Jego badania koncentrowały się na problematyce spajalnictwa, inżynierii powierzchni oraz tribologii, ze szczególnym uwzględnieniem metod zwiększania trwałości maszyn i urządzeń. Jego prace naukowe podejmowały złożone zagadnienia dotyczące zużycia erozyjnego, ściernego oraz zmęczenia cieplnego elementów, co wymagało interdyscyplinarnego podejścia łączącego wiedzę z zakresu budowy maszyn, inżynierii materiałowej oraz projektowania stanowisk badawczych.
Szczególnym osiągnięciem był udział w opracowaniu książki „Thermal Fatigue of Metals” (wyd. Marcel Dekker Inc., Nowy Jork, 1991), stanowiącej pierwszą pozycję w światowej literaturze naukowo-technicznej dotyczącej badań zmęczenia cieplnego metali.
Prof. Hejwowski był autorem i współautorem ponad 200 prac naukowych publikowanych w krajowych i zagranicznych czasopismach. Jego działalność naukowa była również wzbogacona o ponad 20-letnią współpracę z Uniwersytetem w Osace (Japonia).
Był członkiem Komisji Nauk Inżynieryjno-Technicznych na Oddziale PAN w Lublinie, oraz należał  do Rady Dyscyplin Naukowej - Inżynierii Mechanicznej  Politechniki Lubelskiej.

## Działalność organizacyjna i współpraca międzynarodowa
W swojej karierze naukowej prof. Hejwowski uczestniczył w komitetach naukowych i organizacyjnych kilkunastu międzynarodowych konferencji. Był członkiem Lubelskiego Towarzystwa Naukowego, XII Komisji Oddziału PAN w Lublinie, a także związany z Institute of Applied Plasma Science w Osace. Jego międzynarodowa współpraca i udział w projektach badawczych przyczyniły się do zwiększenia prestiżu polskiej nauki na arenie międzynarodowej.

### Działalność Pedagogiczna
Profesor Hejwowski był cenionym promotorem i recenzentem prac doktorskich, habilitacyjnych oraz przy nadawaniu tytułu profesora. W trakcie swojej kariery dydaktycznej wypromował liczne grono magistrów, inżynierów oraz doktorów, przekazując im nie tylko wiedzę, ale i pasję do badań naukowych.

## Odznaczenia
- Srebrny Krzyż Zasługi (2003)[6]